# Polypodiales
Ver Pteridophyta para una introducción a las plantas vasculares sin semilla
Polypodiales es el nombre de un taxón de plantas perteneciente a la categoría taxonómica de orden, que en la moderna clasificación de Christenhusz et al. 2011 es monofilético.

## Taxonomía
Introducción teórica en Taxonomía
La clasificación más actualizada es la de Christenhusz et al. 2011 (basada en Smith et al. 2006, 2008); que también provee una secuencia lineal de las licofitas y monilofitas.
- - Orden N. Polypodiales Link, Hort. Berol. 2: 5 (1833). Sinónimos: Parkeriales A.B.Frank in J.Leunis, Syn. Pflanzenk., ed. 2, 3: 1452 (1877). Filicales Dumortier, Anal. Fam. Pl.: 67. 1829, nom. illeg. Blechnales Pic.Serm. ex Reveal, Phytologia 74: 175 (1993). Negripteridales Pic.Serm. ex Reveal, Phytologia 74: 176 (1993). Platyzomatales Pic.Serm. ex Reveal,  Phytologia 74: 176 (1993). Aspleniales Pic.Serm. ex Reveal, Phytologia 79: 72 (1996) Athyriales Schmakov, Turczaninowia 4: 55 (2001). Dennstaedtiales Doweld, Tent. Syst. Pl. Vasc. (Tracheophyta): 10 (2001). Pteridales Doweld, Tent. Syst. Pl. Vasc. (Tracheophyta): 11 (2001). Dryopteridales Schmakov en Turczaninowia 4: 66 (2001). Thelypteridales Doweld, Tent. Syst. Pl. Vasc.  (Tracheophyta): 11 (2001). Lindsaeales Doweld, New Syllabus: 353 (2006).

21 familias.
- -     - Familia 26. Lonchitidaceae C.Presl ex M.R.Schomb.,  Reis. Br.-Guiana (Ri. Schomburgk) 2: 1047 (1848).

1 género (Lonchitis). Referencias: Christenhusz (2009a), Lehtonen et al. (2010), Lellinger (1977).
- -     - Familia 27. Saccolomataceae Doweld in Doweld & Reveal, Phytologia 90: 417 (2008).

1–2 géneros (Orthiopteris, Saccoloma). Referencia: Nair (1992).
Nota: El estado de Orthiopteris como separado de Saccoloma todavía es incierto. Se necesitan más estudios filogenéticos de la familia.
- -     - Familia 28. Cystodiaceae J.R.Croft, Kew Bull. 41: 797 (1986).

1 género (Cystodium). Referencias: Croft (1986), Korall et al.  (2006b), Lehtonen et al. (2010).
- -     - Familia 29. Lindsaeaceae C.Presl ex M.R.Schomb., Reis. Br.-Guiana (Ri. Schomburgk) 2: 883 (1848).

7 géneros (Lindsaea, Nesolindsaea, Odontosoria, Osmolindsaea, Sphenomeris, Tapeinidium, Xyropteris). Referencias: Kramer (1957, 1967a, b, c, 1970, 1971, 1972a, b, 1989), Kramer & Tindale (1976), Lehtonen et al. (2010), Lin et al. (1999), Schneider & Kenrick (2001).
- -     - Familia 30. Dennstaedtiaceae Lotsy, Vortr. Bot. Stammesgesch. 2: 655 (1909). Sinónimos: Hypolepidaceae Pic.Serm., Webbia 24: 705 (1970). Pteridiaceae Ching, Acta Phytotax. Sin. 13: 96 (1975).

10 géneros (Blotiella, Dennstaedtia, Histiopteris, Hypolepis, Leptolepia, Microlepia, Monachosorum, Oenotrichia, Paesia, Pteridium). Referencias: Der et al. (2009), Wolf (1995) .
Nota: Oenotrichia está basado en O. maxima (E.Fourn.) Copel., que pertenece a Dennstaedtiaceae. Las otras especies pertenecen a Dryopteridaceae.
- -     - Familia 31. Pteridaceae E.D.M.Kirchn., Schul-Bot.: 109 (1831). Sinónimos: Parkeriaceae Hook., Exot. Fl. 2: adt. 147 (1825), nom. rej. en favor de Adiantaceae Newman (1840). Adiantaceae Newman, Hist. Brit. Ferns: 5 (1840), nom. cons. Acrostichaceae Mett. ex A.B.Frank in J.Leunis, Syn. Pflanzenk., ed. 2, 3: 1453 (1874). Ceratopteridaceae Underw., Our Native Ferns, ed. 6: 65 (1900). Sinopteridaceae Koidz., Acta Phytotax. Geobot. 3: 50 (1934). Vittariaceae Ching, Sunyatsenia 5: 210 (1940). Negripteridaceae Pic.Serm., Nuovo Giorn. Bot. Ital., ser. 2, 53: 160 (1946). Platyzomataceae Nakai, Bull. Natl. Sci. Mus. Tokyo 29: 4 (1950). Actiniopteridaceae Pic.Serm., Webbia 17: 5 (1962). Cryptogrammaceae Pic.Serm., Webbia 17: 299 (1963). Hemionitidaceae Pic.Serm., Webbia 21: 487 (1966). Cheilanthaceae B.K.Nayar, Taxon 19: 233 (1970). Taenitidaceae Pic.Serm., Webbia 29: 1 (1975). Antrophyaceae Ching, Acta Phytotax. Sin. 16: 11 (1978). Anopteridaceae Doweld, Tent. Syst. Pl. Vasc. (Tracheophyta): 2 (2001).

50–60 géneros (53 aceptados aquí). Referencias: Beck et al. (2010), Gastony & Johnson (2001), Gastony & Rollo (1995, 1998), Grusz et al. (2009), Kirkpatrick (2007), Nakazato & Gastony (2001), Prado et al. (2007), Rohfelds et al. (2008), Ruhfel et al. (2008), Sánchez-Barracaldo (2004),  Schuettpelz et al. (2007), Windham et al. (2009), Zhang et al. (2005, 2007).
- -     -       - Subfamilia 31a. Cryptogrammoideae S.Linds. Edinburgh J. Bot. 66(2): 358. 2009 (Coniogramme, Cryptogramma, Llavea).

- -     -       - Subfamilia 31b. Ceratopteridoideae (J.Sm.) R.M.Tryon, Amer. Fern J. 76: 184 (1986). Sinónimo: ‘Parkerioideae’ de Smith et al. (2006a), nom. nud. (Acrostichum, Ceratopteris ).

- -     -       - Subfamilia 31c. Pteridoideae C.Chr. ex Crabbe, Jermy & Mickel, Fern Gaz. 11: 153 (1975). Sinónimo: Taenitidoideae (C.Presl) R.M.Tryon, Amer. Fern J. 76: 184 (1986). (Actiniopteris, Anogramma, Aspleniopsis, Austrogramme, Cerosora, Cosentinia, Jamesonia, Nephopteris, Onychium, Pityrogramma, Platyzoma, Pteris, Pterozonium, Syngramma, Taenitis)

Nota: Eriosorus está unido con Jamesonia (Sánchez-Barracaldo 2004) y Neurocallis y Platyzoma están unidos a Pteris  (Schuetpeltz & Pryer 2007).
- -     -       - Subfamilia 31d. Cheilanthoideae W.C.Shieh, J. Sci. Engin. (Nation. Chung-Hsing Univ.) 10: 211 (1973). (Adiantopsis, Aleuritopteris, Argyrochosma, Aspidotis, Astrolepis, Bommeria, Calciphilopteris, Cassebeera, Cheilanthes, Cheiloplecton, Doryopteris, Hemionitis, Mildella, Notholaena, Paraceterach, Paragymnopteris, Pellaea, Pentagramma, Trachypteris, Tryonella).

Nota: La clasificación de géneros de helechos de la familia Cheilanthoideae no es estable porque muchos de los conceptos de género no comprenden unidades naturales, por ejemplo, Paraceterach como clasificada por Tryon et al. (1990) es parafilético (Kirkpatrick 2007) y embebido en Pellaea s.l. Los helechos cheilantoides están bajo estudio ahora en el laboratorio de Pryer lab (Beck et al. 2010, Grusz et al. 2009, Rothfels et al. 2008, Windham et al. 2009).
- -     -       - Subfamilia 31e. Vittarioideae (C.Presl) Crabbe, Jermy & Mickel,  Fern Gaz. 11: 154 (1975). Sinónimo: Adiantoideae (C.Presl) R.M.Tryon,  Amer. Fern J. 76: 184 (1986). (Adiantum, Ananthacorus, Anetium, Antrophyum, Haplopteris, Hecistopteris, Monogramma, Polytaenium, Radiovittaria, Rheopteris, Scoliosorus, Vittaria).

Nota: Los helechos vittarioides están embebidos en el género Adiantum, por eso aquí son tratados en una única subfamilia. Adiantum necesita revisión taxonómica.
- -     - Familia 32. Cystopteridaceae Schmakov, Turczaninowia 4: 60 (2001).

4 géneros. (Acystopteris, Cystoathyrium, Cystopteris, Gymnocarpium).
Descripción: Plantas de tamaño pequeño o mediano, en bosques o en grietas. Rizoma esbelto largamente rastrero, o cortamente rastrero, o cortos erectos o ascendentes; lámina 1-3 pinada; venas libres; soros pequeños, redondeados a forma de copa, dorsales en las venillas; indusios pequeños, delgados aovados o ovales, adjuntados en las bases, como escamas e inmersos en los esporangios maduros, o sin indusio; x=42, 41, 40.
Nota:—Schuettpelz & Pryer (2007) encontraron que Gymnocarpium y Cystopteris son hermanos del resto de eupolipoides II. Por lo tanto esos géneros y sus afines Acystopteris y Cystoathyrium son ubicados aquí en su propia familia, en sentido filogenético.
- -     - Familia 32.1? Hemidictyaceae,  fam. nov.

Descripción: Frondes herbaceae, compositae, pinnis oppositis lanceolatis serratis; fasciculus vasorum in stipite unicus; venae pinnatae, simplices; sori lineares, elongati, dorso venae simplicis; indusium lineare, elongatum, planum. Tipo: Hemidictyum C.Presl (1836: 110)]
1 género (Hemidictyum)
Nota: Este género podría ser incluido en Aspleniaceae (como sugerido por Lehtonen 2011), si bien es indeseable porque las sinapomorfías de un Aspleniaceae definido de forma tan amplia aún no son conocidas. Más aún, la separación de Hemidictyum y Aspleniaceae data del Cretácico de acuerdo con las estimaciones actuales de divergencia de los helechos derivados (Schuettpelz & Pryer 2009), y el reconocimiento de dos familias sería por lo tanto buena ayuda para la clasificación de helechos del Cretácico y del Terciario temprano.
- -     - Familia 33. Aspleniaceae Newman , Hist. Brit. Ferns: 6 (1840).

2 géneros. ( Asplenium, Hymenasplenium ). Referencias: Murakami & Schaal (1994), Murakami et al. (1999), Perrie & Brownsey (2005), Pinter al. (2002), Schneider et al. (2004b, 2005).
Nota: Los estudios citados arriba han encontrado a todos los segregados de Asplenium (por ejemplo Camptosorus, Ceterach, Diellia, Loxoscaphe y Phyllitis) anidados dentro de él. Además se conocen muchos híbridos entre géneros. Por eso Smith et al. (2006a) reconocieron solo dos géneros en Aspleniaceae que se segregan por citología, y es el tratamiento que se sigue aquí.
- -     - Familia 34. Diplaziopsidaceae X.C.Zhang & Christenh., fam. nov.

3 géneros (Diplaziopsis (tipo de la familia), Homalosorus).
Filices mediocres vel grandes; rhizomatibus crassis, erectis vel decumbentibus; laminis 1-pinnatis, imparipinnatis, pinnis integris, glabris; venis lateralibus utroque costulae latere discretis sed margines versus reticulatim anastomosantibus, areolarum 2–4 series facientibus, sine ven ulis discretis inclusis; soris secus venas longas prope costulam elongatis, indusio similiter elongato membranaceo obtectis; indusiis plerumque 3–8 mm, interdum ad 1–2 cm longis, arcuatis, allantoideis; número básico chromosomatum x=31, 40, 41. Genus quod est typus familiae: Diplaziopsis C.Chr.
Descripción: Helechos de tamaño mediano a grande, usualmente en bosques cerca de o en corrientes de agua. Rizomas decumbentes a erectos, gruesos, lámina de 1 pina, imparipinada, con pinas enteras glabras; venas libres en los dos lados de la vena media, pero anastomosándose totalmente hacia los márgenes donde forman 2 a 4 filas de areolas, sin incluir las venillas libres; soros elongándose a lo largo de las venas grandes cerca de la vena madia, cubiertos por indusio similarmente elongado y membranoso;indusios usualmente de 3 a 8 mm, a veces hasta 1-2 cm de largo, arqueados, como salchichas; esporas con pliegues como alas fimbriadas y "echinate" (en inglés), o con pliegues perforados en la parte baja. X=41, 40 or 31.
Notas: Homalosorus pycnocarpos (Spreng.) Pic.Serm. ha sido transferido a Diplaziopsis por Price (1990). Diferente del asiático  Diplaziopsis con x=41, el norteamericano templado Homalosorus pycnocarpos tiene x=40 y el género tropical americano Hemidictyum marginatum tiene x=31. Hemidictyum primero fue mostrado que era hermano de Aspleniaceae por Schuetpelz & Pryer (2007), pero Diplaziopsis no fue incluido en su estudio. Aquí incorporamos evidencia del laboratorio de X.-C. Zhang, y ubicamos a estos géneros en una familia (Wei et al. 2010). La inclusión de Hemidictyum en Diplaziopsidaceae es sin embargo todavía tentativa; más estudios se necesitan para confirmar esta ubicación.
- -     - Familia 35. Thelypteridaceae Pic.Serm., Webbia 24: 709 (1970).

5 o más géneros. Referencias: Smith (1986), Smith & Cranfill (2002), Yatabe et al. (2002).
Nota: Cinco géneros (Cyclosorus, Macrothelypteris, Phegopteris, Pseudophegopteris, Thelypteris) fueron reconocidos por Smith (en Kramer & Green 1990) y muchos géneros antiguos fueron incluidos en Cyclosorus y Thelypteris. La comprensión que se tiene en estos momentos de la filogenia de la familia es limitada por lo que utilizamos una aproximación conservativa, con conceptos de género amplios, para las especies que pertenecen a Cyclosorus y Thelypteris. Conceptos de género más estrechos son discutidos para reemplazarlos por estos dos grandes géneros pero la evidencia actual es todavía insuficiente para llegar a una conclusión final.
- -     - Familia 36. Woodsiaceae Herter, Rev. Sudamer. Bot. 9: 14 (1949).

1–3 géneros (Cheilanthopsis, Hymenocystis, Woodsia).
Notas: Woodsiaceae antes incluía a Athyriaceae y Diplaziopsidaceae. La familia aquí es definida en su sentido más estricto, incluyendo solo a Woodsia y dos géneros altamente relacionados que, a la espera de más evidencia, quizás terminen siendo unidos a Woodsia en el futuro. Los linajes de Athyriaceae, Cystopteridaceae, Diplaziopsidaceae y Rachidosoraceae están consistentemente segregados en todos los análisis, independientemente del muestreo. Si bien las relaciones entre estos grupos no siempre quedan resueltas, estos linajes no pueden ser unidos a otros más grandes. Por eso son tratados en familias separadas.
- -     - Familia 37. Rhachidosoraceae X.C.Zhang, fam. nov. Basada en una referencia completa y directa de la descripción latina asociada con Athyriaceae subfam. Rhachidosoroideae M.L.Wang & Y.T.Hsieh, Acta Phytotax. Sin. 42: 527 (2004).

1 género. (Rhachidosorus Ching, tipo de la familia).
Descripción: Helechos medianos a grandes en bosques muchas veces en lugares rocosos (piedra caliza). Rizomas gruesos, erectos a decumbentes, los ápices y bases de los tallos densamente cubiertos por escamas, láminas 2-3pinadas, deltoides a aovadas-deltoides, soros lineales, falcados, que tocan a las venas medias en el extremo proximal, subparalelos a la vena media. Indusios más o menos gruesos, enteros, en el lado acroscópico de las venillas laterales, asplenioides, esporas con pliegues tuberculares. X=40. Un solo género con cerca de 7 especies, distribuido en el este y el sudeste de Asia, desde Japón a Sumatra y las Filipinas. Rhachidosorus no fue incluido en el estudio de Schuettpelz & Pryer (2007) y los resultados de Wang et al. (2003, 2004) no fueron aceptados por Smith et al. (2006a, 2008).
- -     - Familia 38. Onocleaceae Pic.Serm.,  Webbia 24: 708 (1970).

1(–4) genera: ( Onoclea). Referencia: Gastony & Ungerer (1997).
Nota: Los cuatro géneros (Matteuccia,  Onoclea,  Onocleopsis y Pentarhizidium) son muy cercanos por lo que aquí son tratados como un único género, Onoclea.
- -     - Familia 39. Blechnaceae Newman, Hist. Brit. Ferns, ed. 2: 8 (1844). Sinónimo: Stenochlaenaceae Ching, Acta Phytotax. Sin. 16: 18 (1978).

2–9 géneros. (Blechnum, Brainea, Pteridoblechnum, Sadleria, Salpichlaena, Stenochlaena, Woodwardia). Referencias: Nakahira (2000), Cranfill (2001), Cranfill & Kato (2003).
Nota: El género Doodia está incluido en Blechnum (Shepherd et al. 2007). Blechnum en su circunscripción actual, aun incluyendo a  Doodia, probablemente sea parafilético. El estado de otros géneros como Brainea, Pteridoblechnum, Sadleria, Salpichlaena y Stenochlaena aún no está claro, pero algunos de éstos probablemente deban ser incluidos en Blechnum sensu lato (see Cranfill 2001). Se necesitan más estudios en la delimitación de los géneros de esta familia.
- -     - Familia 40. Athyriaceae Alston, Taxon 5: 25 (1956).

5 géneros. (Anisocampium, Athyrium, Cornopteris, Deparia, Diplazium) Referencias: Kato (1977), Wang et al. (2004).
Nota: Athyriaceae incluye a la mayoría de los géneros ubicados por Smith et al. (2006a, 2008) en Woodsiaceae. La clasificación de los géneros necesita más estudios, especialmente en el contexto de la monofilia de Athyrium y Diplazium.
- -     - Familia 41. Hypodematiaceae Ching, Acta Phytotax. Sin.  13: 96 (1975).

3 géneros (Didymochlaena, Hypodematium, Leucostegia). Referencias: Liu et al. (2007a), Tsutsumi & Kato (2006), Schuettpelz & Pryer (2007).
Nota: Estos géneros tradicionalmente no fueron asociados. Hypodematium fue asociado con los helechos athirioides, Didymochlaena fue antes ubicado en Dryopteridaceae y Leucostegia en Davalliaceae. Muchos estudios (Liu et al. 2007a, Tsutsumi & Kato 2006, Schuettpelz & Pryer 2007) han encontrado que están relacionados y probablemente son el clado hermano de 'Eupolypods I'.
- -     - Familia 42. Dryopteridaceae Herter, Rev. Sudamer. Bot. 9: 15 (1949), nom. cons. Sinónimos: Aspidiaceae Mett. ex A.B.Frank en Leunis, Syn. Pflanzenk. ed. 2. 3: 1469 (1877), nom. illeg. Filicaceae Juss., Gen. Pl.: 14. (1789), como 'Filices', nom. illeg., rej. Peranemataceae Ching, Sunyatsenia 5: 208 (1940), nom. rej. Elaphoglossaceae Pic.Serm., Webbia 23: 209 (1968). Bolbitidaceae Ching, Acta Phytotax. Sin. 16: 15 (1978).

Cerca de 34 géneros. Referencias: Li & Lu (2006), Li et al. (2008), Liu et al. (2007a, 2010), Moran et al. (2010a, b), Rouhan (2004).
Nota: Son necesarios más estudios a nivel de género para la ubicación correcta de los géneros y para confirmar la monofilia de los géneros ricos en especies Dryopteris y Polystichum. Insertis sedis:  Adenoderris, Coveniella, Dracoglossum, Revwattsia, Stenolepia.
- -     -       - Subfamilia 42a. Dryopteridoideae B.K.Nayar, Taxon 19: 235 (1970). (Acrophorus, Acrorumohra, Arachniodes, Ctenitis, Cyrtogonellum, Cyrtomidictyum, Cyrtomium, Diacalpe, Dryopolystichum, Dryopsis, Dryopteris, Leptorumohra, Lithostegia, Peranema, Phanerophlebia, Polystichopsis, Polystichum).

- -     -       - Subfamilia 42b. Elaphoglossoideae  (Pic.Serm.) Crabbe, Jermy & Mickel, Fern Gaz. 11: 154 (1975). Basado en Elaphoglossaceae Pic.Serm. (Arthrobotrya, Bolbitis, Cyclodium, Elaphoglossum, Lastreopsis, Lomagramma, Maxonia, Megalastrum, Mickelia, Olfersia, Polybotrya, Rumohra, Stigmatopteris, Teratophyllum).

- -     - Familia 43. Lomariopsidaceae  Alston, Taxon 5: 25 (1956).

3 géneros (Cyclopeltis, Lomariopsis, Thysanosoria). Referencias: Moran (2000), Rouhan et al. (2007), Tsutsumi & Kato (2006), Schuettpelz & Pryer (2007), Liu et al. (2007a).
- -     - Familia 44. Nephrolepidaceae Pic.Serm., Webbia 29: 8 (1975).

1 género (Nephrolepis). Referencias: Hennequin et al. (2010), Hovenkamp & Miyamoto (2005).
Nota: El género Nephrolepis siempre fue dificultoso de ubicar. Ha sido antes asociado a Davalliaceae y a Oleandraceae (Kramer & Green 1990). Smith (2006a, 2008) lo ubica en Lomariopsidaceae, que comparte con él las pinas articuladas. Esta asociación no es satisfactoria sin embargo porque su exacta ubicación filogenética todavía es incierta. Por eso nosotros lo ubicamos tentativamente en su propia familia hasta que haya más datos disponibles.
- -     - Familia 45. Tectariaceae Panigrahi, J. Orissa Bot. Soc. 8: 41 (1986). Sinónimos: Dictyoxiphiaceae Ching, Sunyatsenia 5: 205, 218. 1940, nom. inval. Hypoderriaceae Ching, Sunyatsenia 5: 209, 245. 1940, nom. inval.

6–10 géneros. (Aenigmopteris, Arthropteris, Hypoderris, Pleocnemia, Psammiosorus, Psomiocarpa, Pteridrys, Tectaria, Triplophyllum, Wagneriopteris). Referencias: Christenhusz (2010b), Liu (2007b).
Nota: Arthropteris ha sido tentativamente incluido aquí por Smith et al. (2006a), pero Liu (2007b) lo ubicó en Dryopteridaceae. La correcta ubicación de este género todavía es incierta. Esta familia está pobremente definida, especialmente cuando son incluidos Arthropteris y Psammiosorus. El número de géneros que pertenecen a Tectariaceae todavía es incierto.
- -     - Familia 46. Oleandraceae Ching ex Pic.Serm., Webbia 20: 745 (1965).

1 género ( Oleandra ). Referencias: Tryon (1998, 2000)
- -     - Familia 47. Davalliaceae M.R.Schomb.,  Reis. Br.-Guiana (Ri. Schomburgk) 2: 883 (1848).

2 géneros (Davallia, Davallodes). Referencia: Kato & Tsutsumi (2009), Tsutsumi & Kato (2006), Tsutsumi et al. (2008).
Nota: Tsutsumi et al. (2006, 2008) proveyeron una filogenia de Davalliaceae, donde encontraron que Davallia es polifilético y propusieron reconocer los cinco clados a nivel de género. Esta clasificación aumenta mucho el número de géneros y un concepto alternativo con solo dos géneros también puede ser considerado. Propusieron al género Araiostegiella Kato & Tsutsumi (2008) y reinstauraron Wibelia Bernhardi (1801: 122), el último terminó siendo un homónimo de Wibelia Gaertner et al. (1801: 97, 144), un género de Asteraceae (= Crepis), por lo que un nuevo nombre de género es necesario para ubicar a Wibelia Bernh. La mayoría de las especies tiene combinaciones con Davallia y parece apropiado considerar un concepto más amplio del género Davallia que incluya a Araiostegiella y a Humata. Para dividir a Davallia, la pregunta es a cuál de los 5 clados el nombre Davallia debería ser aplicado, porque la geográficamente aislada D. canariensis (L.) Sm., la especie tipo, no está incluida en estos estudios. Sin establecer a qué clado pertenece esta especie, una subdivisión de géneros es difícil de validar. Davallodes (incl. Araiostegia) como tratado por Tsutsumi et al. (2008) es utilizado aquí, reduciendo el número de géneros a dos, pero esto puede necesitar ser actualizado con un mejorado análisis filogenético en el futuro.
- -     - Familia 48. Polypodiaceae J.Presl & C.Presl, Delic. Prag.: 159 (1822). Sinónimos: Grammitidaceae Newm., Hist. Brit. Ferns: 7 (1840). Gymnogrammitidaceae Ching en Acta Phytotax. Sin. 11: 12 (1966). Loxogrammaceae Ching ex Pic.Serm. en Webbia 29: 11 (1975). Drynariaceae Ching en Acta Phytotax. Sin. 16: 19 (1978). Platyceriaceae Ching en Acta Phytotax. Sin. 16: 18 (1978). Pleurisoriopsidaceae Kurita & Ikebe ex Ching en Acta Phytotax. Sin. 16: (1978).

50–80 géneros (64 aceptados aquí tentativamente). Referencias: Janssen & Schneider (2005), Kreier et al. (2008), Labiak et al. (2010a, b), Otto et al. (2009), Parris (2007), Ranker (2004), Schneider et al. (2004a, c, 2006a, b, 2008, 2010), Smith et al. (2006b), Wang et al. (2010a, b).
- -     -       - Subfamilia 48a. Loxogrammoideae H.Schneid., subfam. nov.  (Dictymia, Loxogramme). Basónimo: Loxogrammaceae Ching ex Pic. Serm., Webbia 29: 11 (1974). Tipo: Loxogramme.

- -     -       - Subfamilia 48b. Drynarioideae Crabbe, Jermy & Mickel, Fern Gaz. 11: 156 (1975). (Aglaomorpha, Arthromeris, Christiopteris, Drynaria, Gymnogrammitis, Paraselliguea, Phymatopteris, Polypodiopteris, Selliguea).

Nota: Esta familia incluye a los helechos drynarioides y selligueoides. El número de géneros de ambos grupos todavía es incierto. Solo reconocemos a los géneros que son ampliamente aceptados.
- -     -       - Subfamilia 48c. Platycerioideae B.K.Nayar, Taxon 19: 233 (1970). (Platycerium, Pyrrosia ).

- -     -       - Subfamilia 48d.  Microsoroideae B.K.Nayar, Taxon 19: 233 (1970), como ‘Microsorioideae’. Sinónimo: Lepisoroideae Ching, Acta Phytotax. Sin.  16: 17 (1978), como ‘Lepisorioideae’. (Dendroconche, Goniophlebium, Kaulinia, Kontumia, Lecanopteris, Lemmaphyllum, Lepisorus, Lepidomicrosorium, Leptochilus, Microsorum, Neocheiropteris, Neolepisorus, Paragramma, Phymatosorus, Podosorus, Thylacopteris, Tricholepidium).

Nota: El estado de muchos géneros de este grupo es controvertido (Kreier et al. 2008). El género Microsorum es polifilético y deberá ser dividido en géneros naturales en el futuro. El género monotípico Kontumia es tentativamente asignado a los helechos microsoroides y no a los selligueoides como sugerido por Wu et al. (2005). Esta decisión está basada en las escamas del rizoma observadas por P. Hovenkamp (Leiden) que estudió el material tipo. Actualmente nos faltan secuencias de ADN para confirmar esta relación.
- -     -       - Subfamilia 48e. Polypodioideae B.K.Nayar, Taxon 19: 234 (1970). Sinónimo: Pleopeltidoideae B.K.Nayar, Taxon 19: 234 (1970). (Campyloneurum, Microgramma, Niphidium, Pecluma, Phlebodium, Pleopeltis, Pleurosoriopsis, Polypodium, Serpocaulon, Synammia, y los grammítidos: Acrosorus, Adenophorus, Calymmodon, Ceradenia, Chrysogrammitis, Cochlidium, Ctenopterella, Dasygrammitis, Enterosora, Grammitis, Lellingeria, Leucostrichum, Luisma, Melpomene, Micropolypodium, Oreogrammitis, Prosaptia (incl. Ctenopteris), Radiogrammitis, Scleroglossum (incl. Nematopteris), Terpsichore, Themelium, Tomophyllum, Xiphopterella, Xiphoteris, Zygophlebia).

Nota: El número de géneros de los helechos grammítidos todavía no está fijo. Un grupo de investigación bajo el liderazgo del Dr. Tom Ranker actualmente está estudiando este complejo.

### ClasificaciónsensuSmithet al.2006
Ubicación taxonómica:
Plantae (clado), Viridiplantae, Streptophyta, Streptophytina, Embryophyta, Tracheophyta, Euphyllophyta, Monilophyta, Clase Polypodiopsida, Orden  Polypodiales.
Incluyendo "Aspidiales", Aspleniales, Athyriales, Blechnales, "Davalliales", Dennstaedtiales, Dryopteridales, Lindsaeales, Lonchitidales, Monachosorales, Negripteridales, Parkeriales, Platyzomatales, Pteridales, Saccolomatales, Thelypteridales.
|  |

Familias:
- Lindsaeaceae (Lindsaeoides, incl. Cystodiaceae, Lonchitidaceae).

Cystodium
Lindsaea
Lonchitis
Odontosoria
Ormoloma
Sphenomeris
Tapeinidium
Xyropteris
- Saccolomataceae

Saccoloma (incl. Orthiopteris)
- Dennstaedtiaceae (Dennstaedtioides, incl. Hypolepidaceae, Monachosoraceae, Pteridiaceae).

Blotiella
Coptodipteris
Dennstaedtia (incl. Costaricia)
Histiopteris
Hypolepis
Leptolepia
Microlepia
Monachosorum
Oenotrichia sensu stricto
Paesia
Pteridium (bracken).
- Pteridaceae (Pteroides o Pteridoides incl. Acrostichaceae, Actiniopteridaceae, Adiantaceae -adiantoides-, Anopteraceae, Antrophyaceae, Ceratopteridaceae, Cheilanthaceae -cheilanthoides-, Cryptogrammaceae, Hemionitidaceae, Negripteridaceae, Parkeriaceae, Platyzomataceae, Sinopteridaceae, Taenitidaceae -taenitidoides-, Vittariaceae -vittarioides-)

Algunos géneros son notoriamente polifiléticos o parafiléticos y necesitan revisión (por ej. Cheilanthes), algunos de ellos son:
Acrostichum
Actiniopteris
Adiantopsis
Adiantum
Aleuritopteris
Ananthacorus
Anetium
Anogramma
Antrophyum
Argyrochosma
Aspidotis
Astrolepis
Austrogramme
Bommeria
Cassebeera
Ceratopteris
Cerosora
Cheilanthes
Cheiloplecton
Coniogramme
Cosentinia (Nakazato y Gastony 2001)
Cryptogramma
Doryopteris
Eriosorus
Haplopteris
Hecistopteris
Hemionitis
Holcochlaena
Jamesonia
Llavea
Mildella
Monogramma
Nephopteris
Neurocallis
Notholaena
Ochropteris
Onychium
Paraceterach
Parahemionitis
Pellaea (Kirkpatrick, no publicado, citado en Smith et al. 2006)
Pentagramma
Pityrogramma
Platyloma
Platyzoma
Polytaenium
Pteris (incl. Afropteris, Anopteris)
Pterozonium
Radiovittaria
Rheopteris
Scoliosorus
Syngramma
Taenitis
Trachypteris
Vittaria
- Aspleniaceae (Asplenioides). De 1 a 10 géneros, los límites de cada género aún están en duda. Más allá de la clasificación utilizada, una enorme cantidad de especies resultó estar anidada dentro de Asplenium, aun cuando ese género sea construido en una forma estricta. Por ahora la clasificación adoptada:

Hymenasplenium
Asplenium (incl. Camptosorus, Loxoscaphe, Diellia, Pleurosorus, Phyllitis, Ceterach, Thamnopteris, y otros menos usados. También se espera que se aniden dentro de este género los siguientes géneros todavía no muestreados: Antigramma, Holodictyum, Schoffneria, Sinephropteris).
- Thelypteridaceae (Thelipteroides o thelipteridoides, incl. "Sphaerostephanaceae"). 5-30 géneros, dependiendo del punto de vista taxonómico. Comúnmente aceptados:

Cyclosorus (incl. Ampelopteris, Amphineuron, Chingia, Christella, Cyclogramma, Cyclosorus sensu stricto, Glaphyropteridopsis, Goniopteris, Meniscium, Menisorus, Mesophlebion, Pelazoneuron, Plesioneuron, Pneumatopteris, Pronephrium, Pseudocyclosorus, Sphaerostephanos, Stegnogramma, Steiropteris, Trigonospora)
Macrothelypteris
Phegopteris
Pseudophegopteris
Thelypteris (incl. Amauropelta, Coryphopteris, Metathelypteris, Oreopteris, Parathelypteris, y Thelipteris sensu stricto).
- Woodsiaceae (Athyrioides, incl, Athyriaceae, Cystopteridaceae). Cerca de 15 géneros definidos por Smith et al. 2006, un 85 % de las especies pertenece a los dos géneros principales, Athyrium y Diplazium, los dos probablemente son parafiléticos.

Athyrium
Diplazium (incl. Callipteris, Monomelangium)
Acystopteris
Cheilanthopsis
Cornopteris
Cystopteris
Deparia (incl. Lunathyrium, Dryoathyrium, Athyriopsis y Dictyodroma)
Diplaziopsis
Gymnocarpium (incl. Currania)
Hemidictyum
Homalosorus
Protowoodsia
Pseudocystopteris
Rhachidosorus
Woodsia (incl. Hymenocystis)
- Blechnaceae (Blechnoides, incl. Stenochlaenaceae)

Blechnum sensu lato (parafilético)
Brainea
Doodia
Pteridoblechnum
Sadleria
Salpichlaena
Steenisioblechnum
Stenochlaena
Woodwardia (incl. Anchistea, Chieniopteris, Lorinseria)
- Onocleaceae (Onocleoides)

Matteuccia
Onoclea
Onocleopsis
Pentarhizidium
- Dryopteridaceae (Dryopteroides o Dryopteridoides, incl. "Aspidiaceae", Bolbitidaceae, Elaphoglossaceae, Hypodematiaceae, Peranemataceae), cerca de 40-45 géneros, 1700 especies, 70 % de las cuales están en los 4 primeros géneros de la lista:

Ctenitis
Dryopteris (incl. Nothoperanema, Geiger y Ranker 2005)
Elaphoglossum (incl. Microstaphyla, Peltapteris, Rouhan et al. 2004, Skog et al. 2004).
Polystichum (incl. Papuapteris, Plecosorus, Little y Barrington 2003)
Acrophorus
Acrorumohra
Adenoderris
Arachniodes
Ataxipteris
Bolbitis (incl. Egenolfia)
Coveniella
Cyclodium
Cyrtogonellum
Cyrtomidictyum
Cyrtomium (Lu et al. 2005)
Didymochlaena
Dryopolystichum
Dryopsis
Hypodematium
Lastreopsis
Leucostegia
Lithostegia
Lomagramma
Maxonia
Megalastrum
Oenotrichia p.p. (Tindale y Roy 2002)
Olfersia
Peranema
Phanerophlebia
Polybotrya
Polystichopsis
Revwattsia (Tindale y Roy 2002)
Rumohra
Stenolepia
Stigmatopteris
Teratophyllum
- Lomariopsidaceae (Lomariopsideos, incl. Nephrolepidaceae, "helechos serrucho")

Cyclopeltis
Lomariopsis
Nephrolepis
Thysanosoria
- Tectariaceae (Tectarioides, incl. "Dictyoxiphiaceae", "Hypoderriaceae"), 8 a 15 géneros, aquí circunscriptos:

Tectaria sensu lato (donde se encuentra la mayor parte de las especies, incluyendo los géneros Amphiblestra, Camptodium, Chlamydogramme, Cionidium, Ctenitopsis, Dictyoxiphium, Fadyenia, Hemigramma, Pleuroderris, Pseudotectaria, Quercifilix, y quizás algunos de los géneros mencionados abajo).
Aenigmopteris
Arthropteris
Heterogonium
Hypoderris
Pleocnemia
Psammiosorus
Psomiocarpa
Pteridrys
Triplophyllum (Holttum 1986)
- Oleandraceae (hermano de (Davalliaceae + Polypodiaceae) ) con un solo género:

Oleandra
- Davalliaceae (Davallioides, excluido Gymnogrammitidaceae). 4-5 géneros:

Araiostegia
Davallia (incl. Humata, Parasorus, Scyphularia)
Davallodes
Pachypleuria
- Polypodiaceae (Polygramas, incl. Drynariaceae, Grammitidaceae -grammítidos-, Gymnogrammitidaceae, Loxogrammaceae, Platyceriaceae, Pleurisoriopsidaceae). Cerca de 56 géneros, cerca de 1.200 especies. Entre los géneros se encuentran:

Acrosorus
Adenophorus (Ranker et al. 2003)
Aglaomorpha (incl. Photinopteris, Merinthosorus, Pseudodrynaria y Holostachyum; Janssen y Schneider 2005)
Arthromeris
Belvisia
Calymmodon
Campyloneurum
Ceradenia
Christiopteris (Kreier y Schneider, no publicado, citado por Smith et al. 2006)
Chrysogrammitis
Cochlidium
Colysis
Ctenopteris (polifilético, Ranker et al. 2004)
Dicranoglossum
Dictymia
Drynaria (Janssen y Schneider 2005)
Enterosora
Goniophlebium sensu lato
Grammitis (polifilético, Ranker et al. 2004)
Lecanopteris (Haufler et al. 2003)
Lellingeria
Lemmaphyllum
Lepisorus (incl. Platygyria)
Leptochilus
Loxogramme (incl. Anarthropteris, Kreier y Schneider en prensa)
Melpomene
Microgramma (incl. Drymoglossum)
Micropolypodium  (polifilético, Ranker et al. 2004)
Scleroglossum
Selliguea (incl. Crypsinus, Polypodiopteris)
Serpocaulon (Smith et al., en prensa)
Synammia (Schneider et al. 2004a)
Terpsichore  (polifilético, Ranker et al. 2004)
Zygophlebia
Caobangia (monotípico)
Drymotaenium (monotípico)
Gymnogrammitis (monotípico, ahora se sabe que es polypodiácea -Schneider et al. 2002b-)
- Kontumia (monotípico, Wu et al. 2005)

Kontumia (monotípico, Wu et al. 2005)
Luisma (monotípico)
Pleurosoriopsis (monotípico, ahora se sabe que es polypodiácea -Hasebe et al. 1995, Schneider et al. 2004d))
Podosorus (monotípico)
Polypodium (como se lo conoce es polifilético)
Microsorum (como se lo conoce es polifilético)

## Filogenia
Introducción teórica en Filogenia
Monofilético (Hasebe et al. 1995, Pryer et al. 1995, 2001a y 2004b, Schneider et al. 2004c).

## Ecología y Evolución
Este orden posee la mayor parte de las especies de monilophytas (más de 80 %), ampliamente distribuidas en todo el mundo.
Utilizando estimaciones del momento de la especiación de los helechos y de las angiospermas basados en datos moleculares acotados por estimaciones de edad obtenidas del registro fósil, Schneider et al. (2004) hipotetizan que el clado de los helechos polypodiales se diversificó en el Cretácico, después de la diversificación de las angiospermas. Según esos autores, esto sugiere que este clado se diversificó de forma oportunista, aprovechando nuevos nichos ecológicos provistos por el nuevo ambiente dominado por angiospermas (Schneider et al. 2004).
|  |

## Caracteres
Con las características de Pteridophyta.
El indusio está unido a la lámina en forma lateral o central (pero fue perdido en muchas ramas). El pie del esporangio es de 1-3 células de espesor, usualmente largo. Algunos esporangios maduran simultáneamente y otros en forma gradual en la misma lámina ("maduración mixta").
Esporangios con anillo vertical interrumpido por el pie y el estomio.
Gametofitos verdes, superficiales, normalmente cordados (a veces como lazos o jirones, "ribbon-shaped", en algunas epífitas).